# EC Siderúrgica
Der Esporte Clube Siderúrgica, in der Regel nur kurz Siderúrgica genannt, ist ein Fußballverein aus Sabará im brasilianischen Bundesstaat Minas Gerais.

## Erfolge
- Staatsmeisterschaft von Minas Gerais: 1937, 1964

## Stadion
Der Verein trägt seine Heimspiele im Estádio Eli Seabra Filho, auch unter dem Namen Praia do Ó bekannt, in Sabará aus. Das Stadion hat ein Fassungsvermögen von 5000 Personen.

## Trainerchronik
Stand: August 2021
| Trainer        | Nation    | von  | bis  |
| -------------- | --------- | ---- | ---- |
| Geraldo Silva  | Brasilien | 2015 |      |
| Weverson Alves | Brasilien | 2015 | 2016 |